# 떡수단
떡수단(-水團, -水𩜵)은 떡을 넣은 수단이다. 유두 절식이며 단오 차례상에도 오르는 화채로, 흰떡을 꿀물 등에 띄워 낸다. 떡에 색을 낸 것은 오색수단(五色水團, 五色水𩜵)이라 부른다.

## 역사
《경도잡지》, 《시의전서》, 《열양세시기》, 《조선무쌍신식요리제법》 등에 떡수단을 만드는 방법이 소개되는데, 기록마다 약간씩의 차이는 있으나, 일반적으로 흰떡을 잘게 썬 것에 녹말가루를 입혀 다시 삶고, 찬물에 넣어 식힌 다음에 꿀물에 넣고 잣 등을 띄워 먹는 음식이며, 아주 부드러운 식감을 가지고 있다고 유사하게 기술되어 있다.

## 만들기
도마 위에 녹말가루를 뿌리고, 연필 정도로 가는 흰떡을 따뜻할 때 손으로 굴려 가며 늘이면서 콩알이나 젓가락 굵기 정도(약 0.7cm 길이)로 썬다. 잘게 썬 떡에 녹말가루를 묻혀서 끓는 물에 삶고, 찬물에 헹군다. 꿀물이나 설탕 탄 오미자차 등에 삶은 떡수단을 넣고 잣 등을 띄운다.

## 같이 보기
- 보리수단
- 옥수수수단